# 마드리드 지하철 라말선

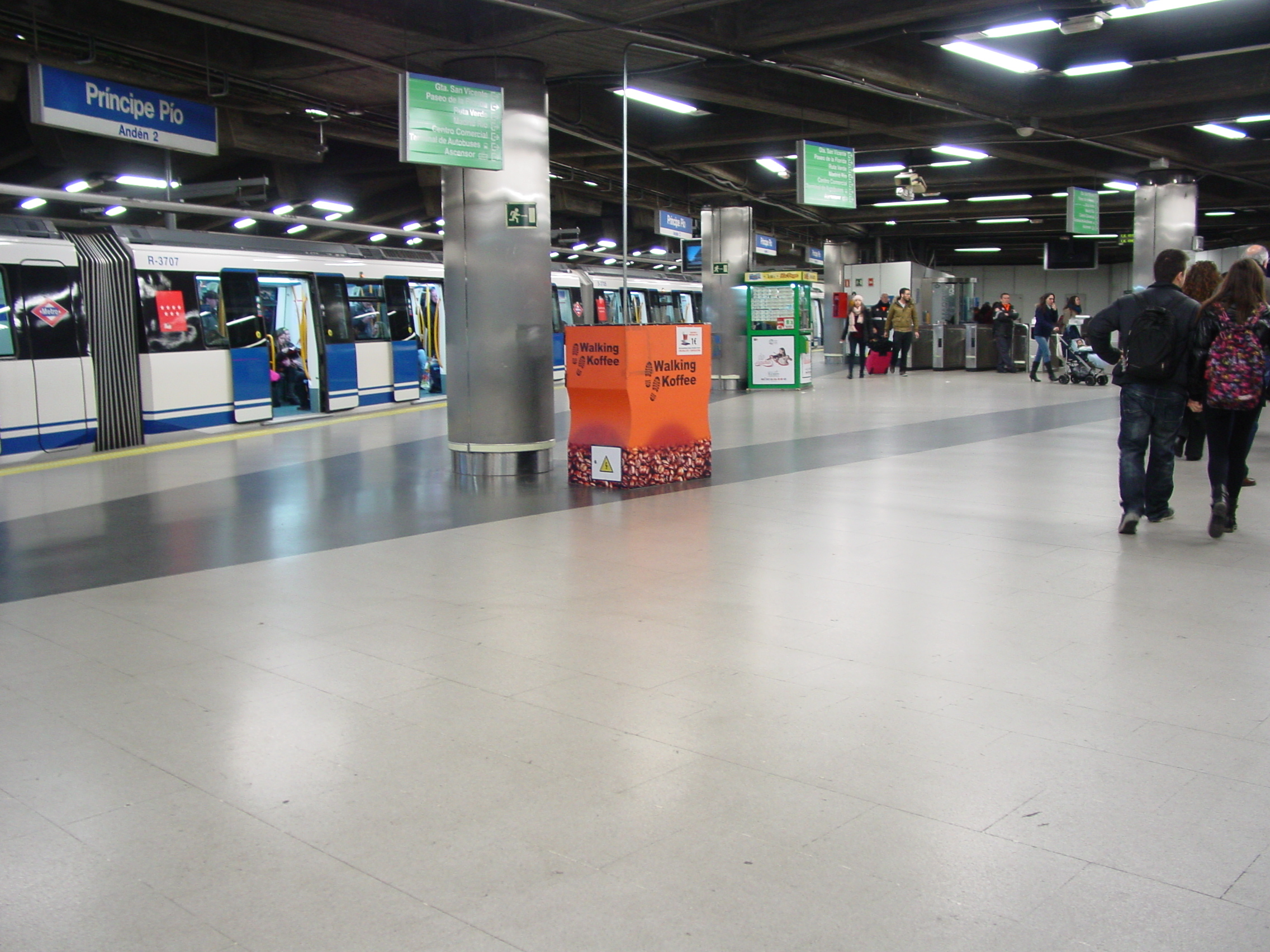
라말선의 프린시페 피오 역

마드리드 지하철 라말 선(línea Ramal)은 스페인 마드리드 지하철의 노선 중 하나로, 마드리드 도심의 프린시페 피오 역과 오페라 역을 잇는 짧은 노선이다. 두 역의 승강장 길이는 60m이며, 총 길이는 1,092m, 선로규격은 협궤이다.

## 역사
1925년 12월 27일 마드리드 지하철 2호선의 지선으로 문을 열었다. 당시 마드리드의 주요 철도역이었던 노르테 역 (마드리드 북역, 지금의 프린시페 피오 역)과 지하철 간의 환승 편의를 돕기 위해 지어진 노선이었다. 노르테 역은 만사나레스 강변에 위치해 있고, 도심에서 그곳까지 가려면 쿠에스타 데 산 비센테라는 언덕을 넘어가야 했기에 이를 한번에 통과할 수 있었다.
라말 선의 두 역은 세월을 거치면서 여러 번 이름을 바꿨다. 오페라 역은 처음에는 이사벨라 2세 광장에서 이름을 따서 '이사벨라 2세 역'이란 역명이었다. 1931년 4월 14일 스페인 제2공화국 정부수립과 함께 기존에 군주와 관련된 지명을 모두 다른 이름으로 바꾸도록 지시하였다. 이에 따라 이사벨라 2세 역은 근처의 레알 오페라 극장에서 이름을 따와 1931년 6월 24일부터 '오페라 역'이 되었다. 이사벨라 2세 광장은 1930년 반정부 시위의 주도자에서 이름을 따와 페르민 갈란 광장으로 바뀌었고, 1937년에는 오페라 역의 이름도 '페르민 갈란 역'으로 바뀌었다. 1939년 프랑코 정권 출범으로 마드리드의 각 지명이 다시 교체되었고, 1939년에는 페르민 갈란 광장의 이름도 '이사벨라 2세'로 바꿈에 따라 지하철역 이름도 오페라 역으로 되돌아갔다.
1995년에는 노르테 역에 지하철 6호선이 들어오면서 대대적인 리모델링 공사를 거쳤다. 이 당시 노르테 역보다 더 북쪽에 위치한 차마르틴 역이 이미 영업중에 있었으므로 노르테 역 (북역)이란 이름은 더 이상 적합하지 않았다. 따라서 역명을 근처 언덕에서 따온 '프린시페 피오 역'으로 개명하였다.

## 환승 정보

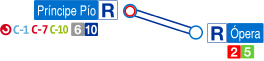
라말 선 노선도

역이 두 개 뿐이지만 두 역 모두 여러 노선이 지나가는 환승역이다.
- 2호선과 5호선 - 오페라 역
- 6호선과 10호선 - 프린시페 피오 역
- 세르카니아스 마드리드 - 프린시페 피오 역

## 같이 보기
- 마드리드 지하철